# 대하굴가
대하굴가(大賀窟哥, 590년 ~ 669년, 재위 649년 ~ 669년) 또는 이굴가(李窟哥)는 거란(契丹)의 가한(추장)이다. 대하돌라(大賀咄羅), 대하마회(大賀摩會)의 후손이며 이진충(李盡忠)의 조부이다.
당 태종 이세민이 고구려를 공략하고 돌아올 때 영주(현재의 조양) 인근 지역의 유력자였던 굴가에게 좌무위대장군을 제수하고 왕성인 이씨도 하사했다. 그 뒤 얼마 지나지 않아 해와 거란 거주지역을 총괄하는 송막도독부를 설치할 때 굴가를 도독으로 임명했다.

## 생애
대하굴가는 영주(營州)와 만리장성 외곽에 거주하던 거란족의 추장으로, 649년(정관 22년) 거란 부족을 이끌고 당 태종에게 투항하였다. 당 태종은 영주에 송막도독부(松漠都督府)를 설치하고, 대하굴가를 좌령군 대장군 겸 송막도독부 도독에 임명하였다. 또한 대하굴가는 무극현 남작위를 제수받았으며, 당 태종으로부터 이씨 성을 하사받아 성을 대하씨에서 이씨로 바꾸었다.
고구려와 당나라(唐)의 전쟁에서 시종 당나라를 지원하였다. 654년 10월 고구려 보장왕은 장군 안고(安固)를 보내 말갈 군사를 징발하여 고구려 군사와 함께 당나라를 지원하던 거란을 쳤는데, 이때 대하굴가는 신성(新城, 赤峰 인근)을 기습공격하여 고구려 군사를 섬멸하고 퇴각시켰다.

## 참고 문헌
- 《구당서(舊唐書)》
- 《신당서(新唐書)》
- 《자치통감(資治通鑑)》

| 전임 대하마회 | 거란의 추장, 송막도독부 도독 대하굴가 | 후임 대하아복고 |